# Siegfried I. Spanheimski
Siegfried I. Spanheimski, prednik plemiške rodbine lavantinskih Spanheimov, mejni grof v Ogrski krajini, grof v Pustrici, *?, † 1065 v Bolgariji.

## Življenje
Siegfried I. Spanheimski  izvira iz rodnega gradu Spanheim (kasneje Sponheim) v Porenju med Renom in Mozelo. Poročil se je s plemenito Rikardo, ki je izhajala iz karantanske rodbine, po zemljiščih v Labotski ali lavantinski dolini imenovane tudi Lavantinska, po prednikih pa je spadala med Sieghardinge, pa tudi med aribonske Hartvike. Z Rikardo je imel Siegfried štiri sinove, od katerih tri poznamo po imenih Engelbert I., Hartvik in Herman. Siegfried je umrl leta 1065 v Bolgariji, ko se je vračal iz romanja v Jeruzalem.

## Politično delovanje in dosežki
Na Koroškem se je Siegfried pojavil okrog leta 1035 in sicer kot privrženec vojvode Konrada Salijca (kasnejšega cesarja), ki se je tedaj postavil po robu staremu koroškemu vojvodi Adalberu Eppensteinskemu. Kmalu je Siegfried na področju tedaj velike, a hitro razpadajoče vojvodine Koroške/Karantanije napredoval po družbeni lestvici, saj je bil od leta 1045 in vsaj do leta 1048 mejni grof v Ogrski krajini, od leta 1048 naprej pa grof v Pustriški dolini. Pomemben dosežek je bila za Siegfrieda tudi sama poroka z Rikardo, ki je izvirala iz stare plemiške družine Sighardingov, ti pa so obvladali velik prostor med Bavarsko in Koroško. Rikarda je bila dedinja zadnjega Sighardinga Engelberta IV., zato je Siegfried s to poroko pridobil velike posesti na ožjem Koroškem, z njimi pa tudi znatno politično moč. Tedaj je npr. pridobil posesti v Labotski dolini, z njeno dediščino so verjetno povezana tudi spanheimska posestva kot so Laško in še nekatera druga področja  v zasavskem in celjskem območju, pa tudi posestva na starem Kranjskem kot npr. Ljubljansko gospostvo z okoliškimi gradovi.

## Priznanja in nagrade
- mejni grof Ogrske krajine
- grof v Pustriški dolini